# 41e cérémonie des Razzie Awards
La 41e cérémonie des Golden Raspberry Awards, organisée par la Golden Raspberry Award Foundation, a eu lieu le 24 avril 2021 (la veille des Oscars) et récompense les pires films sortis en 2020.
En raison de la pandémie de Covid-19, des films sortis en vidéo à la demande ou en streaming sont aussi sélectionnés.
Les principaux vainqueurs de la cérémonie sont Music, Borat, nouvelle mission filmée, bien que les distinctions ciblent Rudy Giuliani et Absolute Proof, un documentaire conspirationniste sur l'élection présidentielle de 2020 qui reprend la thèse que le scrutin a été massivement truqué.

## Palmarès
Les nommés sont connus le 11 mars 2021.

### Pire film
- Absolute Proof de Mike Lindell et Brannon Howse
  - 365 Jours (365 dni) de Barbara Białowąs et Tomasz Mandes
  - Music de Sia
  - Nightmare Island (Fantasy Island) de Jeff Wadlow
  - Le Voyage du Docteur Dolittle (Dolittle) de Stephen Gaghan

### Pire actrice
- Kate Hudson pour son rôle de Kazu Gamble dans Music
  - Anne Hathaway pour son rôle d'Elena McMahon dans Sa dernière volonté (The Last Thing He Wanted) et la Grande Sorcière dans Sacrées sorcières (The Witches)
  - Katie Holmes pour son rôle de Liza dans The Boy : La Malédiction de Brahms (Brahms: The Boy II) et Miranda Wells dans Le Secret : Tous les rêves sont permis (The Secret: Dare to Dream)
  - Lauren Lapkus pour son rôle de Missy dans The Wrong Missy
  - Anna-Maria Sieklucka pour son rôle de Laura Biel dans 365 Jours (365 dni)

### Pire acteur
- Mike Lindell pour Absolute Proof
  - Robert Downey Jr. pour le rôle de John Dolittle dans Le Voyage du Docteur Dolittle (Dolittle)
  - Michele Morrone pour le rôle de Don Massimo Torricelli dans 365 Jours (365 dni)
  - Adam Sandler pour le rôle d'Hubie Dubois dans Hubie Halloween
  - David Spade pour le rôle de Tim Morris dans The Wrong Missy

### Pire actrice dans un second rôle
- Maddie Ziegler pour son rôle de Music Gamble dans Music
  - Glenn Close pour son rôle de Bonnie Vance dans Une ode américaine (Hillbilly Elegy)
  - Lucy Hale pour son rôle de Melanie Cole dans Nightmare Island
  - Maggie Q pour son rôle de Gwen Olsen dans Nightmare Island
  - Kristen Wiig pour son rôle de Barbara Minerva / Cheetah dans Wonder Woman 1984

### Pire acteur dans un second rôle
- Rudy Giuliani pour Borat, nouvelle mission filmée (Borat Subsequent Moviefilm)
  - Chevy Chase pour son rôle de Chevy dans The Very Excellent Mr. Dundee (en)
  - Shia LaBeouf pour son rôle de Creeper dans The Tax Collector
  - Arnold Schwarzenegger pour son rôle de James Hook dans La Légende du dragon (Тайна Печати Дракона)
  - Bruce Willis pour son rôle de Clay Young dans Anti-Life (Breach), Donovan Chalmers dans Hard Kill et Frank Clark dans Survivre (Survive the Night)

### Pire couple à l'écran
- The Wrong Missy – Lauren Lapkus et David Spade

### Pire combinaison à l’écran
- Borat, nouvelle mission filmée – Rudy Giuliani et sa braguette
  - L'Appel de la forêt (The Call of the Wild) – Harrison Ford et ce chien en images de synthèse totalement faux
  - Hubie Halloween – Adam Sandler et sa voix grinçante
  - Le Voyage du Docteur Dolittle (Dolittle) – Robert Downey Jr. et son accent « gallois » absolument pas convaincant

### Pire réalisateur
- Sia pour Music
  - Charles Band pour les trois films Barbie & Kendra (Corona Zombies (en), Barbie & Kendra Save the Tiger King et Barbie & Kendra Storm Area 51)
  - Barbara Białowąs et Tomasz Mandes pour 365 Jours (365 dni)
  - Stephen Gaghan pour Le Voyage du Docteur Dolittle (Dolittle)
  - Ron Howard pour Une ode américaine

### Pire scénario
- 365 Jours (365 dni) – Barbara Białowąs, Tomasz Klimala, Blanka Lipińska et Tomasz Mandes
  - Barbie & Kendra Save the Tiger King – Kent Roudebush, Silvia St. Croix et Billy Butler
  - Barbie & Kendra Storm Area 51 – Kent Roudebush, Silvia St. Croix et Billy Butler
  - Corona Zombies – Kent Roudebush, Silvia St. Croix et Billy Butler
  - Nightmare Island – Jeff Wadlow, Chris Roach et Jillian Jacobs
  - Une ode américaine – Vanessa Taylor
  - Le Voyage du Docteur Dolittle (Dolittle) – Stephen Gaghan, Dan Gregor et Doug Mand

### Pire prequel, remake, plagiat ou suite
- Le Voyage du Docteur Dolittle (Dolittle)
  - 365 Jours (365 dni) (avec la mention : plagiat de Cinquante Nuances de Grey)
  - Hubie Halloween (avec la mention : plagiat de Ernest à la chasse aux monstres)
  - Nightmare Island
  - Wonder Woman 1984

### Prix spécial pour la pire année de l'histoire du calendrier
2020

## Distinctions multiples

### Récompenses multiples
- 3 : Music
- 2 : Absolute Proof et Borat, nouvelle mission filmée

### Nominations multiples
- 6 : 365 Jours (365 dni) et Le Voyage du Docteur Dolittle
- 5 : Nightmare Island
- 4 : Music
- 3 : Une ode américaine, Hubie Halloween et The Wrong Missy
- 2 : Absolute Proof, Borat, nouvelle mission filmée, Wonder Woman 1984, les trois films Barbie & Kendra, Adam Sandler, David Spade et Robert Downey Jr.